# غاري فروتشن
غاري فروتشن (بالإنجليزية: Gary Fortune) هو لاعب كرة قاعدة أمريكي، ولد في 11 أكتوبر 1894 في هاي بوينت في الولايات المتحدة، وتوفي في 23 سبتمبر 1955 في واشنطن العاصمة في الولايات المتحدة.

## وصلات خارجية
- غاري فروتشن على موقعبيزبول رفرنس.كوم (الدوري الرئيسي) (الإنجليزية)
- غاري فروتشن على موقعبيزبول رفرنس.كوم (الدوري الثانوي) (الإنجليزية)
- غاري فروتشن على موقع جمعية أبحاث البيسبول الأمريكية (الإنجليزية)